# Hélène Strich
 (avril 2023).
Hélène Strich, née le 28 avril 1923 à Paris et morte le 30 juin 2009 à Grasse, est une artiste française, créatrice et décoratrice.

## Biographie
Après des études d’histoire de l’art (diplômée de l’École du Louvre et de l’École nationale supérieure des arts décoratifs), elle expose ses œuvres au cours des années 1950 à 1970 dans l’île de la Cité, dans la galerie d’art et de décoration qu’elle partage avec son mari Jean-Pierre Strich, également décorateur.
Le couple d'artistes tient une première galerie au 5 rue d'Arcole (Paris IVe), avant de déménager non loin au 3 rue de la Colombe. Des travaux réalisés en 1964 dans l'écurie attenante à cette seconde galerie révèlent qu'elle abrite en son sein la chapelle Saint-Aignan, datant du XIIe siècle. Hélène et Jean-Pierre Strich, après avoir multiplié les démarches pour son classement au titre des monuments historiques (obtenu en 1966), se voient confier la garde de l'édifice, avant d'en faire don à l'archidiocèse de Paris.
Dans le cercle de connaissances et d’amis d'Hélène Strich évoluent d’autres artistes comme Jeanne Péral, Mithé Espelt ou Line Vautrin, qui se soutiendront et s’inspireront mutuellement.
Exerçant une forme de « recyclage » avant l’heure, elle mêle des matériaux naturels (graines, bois, végétaux secs, plumes, coquillages, pierres…) à d’autres éléments anciens, dénichés aux puces, dans les brocantes, dans les réserves de merceries ou sur les plages (perles en verre, bronzes, cristaux, pampilles, fleurs en porcelaine, fermoirs, vieux clous…),.

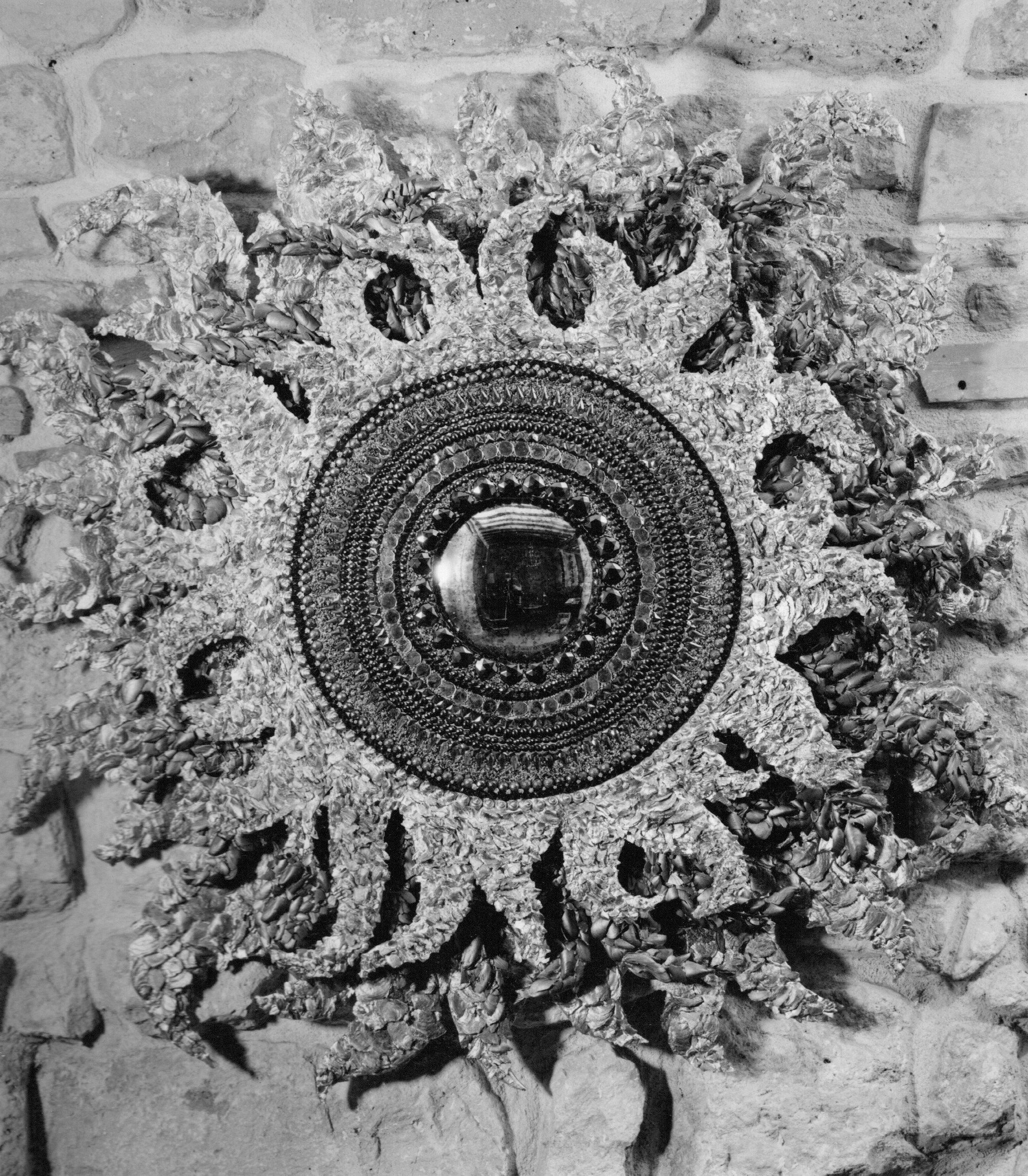
"Grand chardon", miroir sorcière, 138 cm de diamètre, 1970.

Si elle conçoit aussi bien des décors de vitrine et des panneaux muraux (certains d'entre eux ont servi pour le film Oscar avec Louis de Funès, tandis que d'autres ont fait l'objet d'un reportage) que des appliques, des lustres, des bouquets ou des croix (dont l'une sera montrée lors de l’Exposition universelle de Montréal en 1967,), sa spécialité reste les miroirs en pierreries. Collaborant avec différents artistes, elle réalise des commandes privées pour des personnalités et est contactée par la Maison Jansen en 1969 pour des créations uniques.
Au début des années 1980, Hélène et Jean-Pierre Strich s’installent dans les Alpes-Maritimes. Elle y compose de plus petites œuvres (peintures, portraits, icônes…) où transparaissent tour à tour la sobriété médiévale, le faste de la Renaissance et la richesse de l’Orient. Parmi les expositions réalisées durant ces années, on peut citer le Salon des Beaux-Arts de Cannes de mars 1981 et de février-mars 1982, une exposition à la galerie Anne de Francony à Nice en avril 1982, puis à l'hôtel Montfleury à Cannes en juin 1984 et Chez Castel à Paris en juin 1986.